# Italo Bandini
Italo Bandini (Firenze, 15 aprile 1905 – 11 dicembre 1978) è stato un calciatore italiano, di ruolo ala.

## Carriera
Proveniente dal Club Sportivo Firenze, con la fusione di questa società con la Palestra Ginnastica Fiorentina Libertas Bandini fece parte della rosa nella squadra viola nel 1926-1927, la prima stagione della squadra gigliata; disputò in stagione 16 presenze, partecipando alla prima partita della storia della Fiorentina, l'amichevole non ufficiale persa per 2-0 contro il Signa. Esordì in Prima Divisione nell'incontro di Reggio Emilia contro la Reggiana vinto per 1-0. Fu il primo calciatore della storia della Fiorentina a ricevere un'espulsione. Venne ceduto dopo una sola stagione.
Fu poi riacquistato dalla squadra fiorentina nel 1928-1929, giocando 11 gare in massima serie nella Divisione Nazionale e 3 gare nel campionato di Serie B 1929-1930. Posto in lista di trasferimento dalla società viola, si trasferì al Gruppo Sportivo Giovanni Berta, con cui disputò il campionato di Seconda Divisione 1930-1931, e quindi al Montevarchi.
Nel 2013 è entrato nella Hall of Fame Viola.